# Mozaikszók listája
Ezen a lapon mozaikszókat az ábécé szerint listázó lapok vannak felsorolva. A kis- és nagybetűk nem különböznek a besorolás szempontjából.